# Куринский сельсовет
Куринский сельсовет — административная единица на территории Витебского района Витебской области Республики Беларусь. Административный центр — деревня Курино.

## Состав
Куринский сельсовет включает 16 населённых пунктов:
- Беликово — деревня
- Будислово — деревня
- Войтехи — деревня
- Горькаво — деревня
- Дряжно — деревня
- Задвинье — деревня
- Кулаково — деревня
- Курино — деревня
- Михалково — деревня
- Островские — деревня
- Плешки — деревня
- Седенье — деревня
- Соболево — деревня
- Ходорово — деревня
- Хомяково — деревня
- Хотоля — деревня

Упразднённые населённые пункты:
- Полтево — деревня